# Billère
Billère település Franciaországban, Pyrénées-Atlantiques megyében. Lakosainak száma 14 037 fő (2022. január 1.). Billère Jurançon, Lons, Pau és Laroin községekkel határos.

## Népesség
A település népességének változása:
| Lakosok száma | 13 479 | 13 134 | 13 240 | 12 804 | 12 628 | 12 793 | 13 229 | 13 866 | 14 037 |
|               | 2013   | 2015   | 2016   | 2017   | 2018   | 2019   | 2020   | 2021   | 2022   |